# سیاست در اتریش
سیاست اتریش نمایانگر یک رقابت پویا میان احزاب سیاسی متعدد است که منجر به تشکیل یک دولت ائتلافی محافظه‌کار-سبز برای اولین بار در ژانویه ۲۰۲۰ پس از انتخابات زودهنگام ۲۹ سپتامبر ۲۰۱۹ شده؛ و پیش از آن نیز منجر به انتخاب رهبر سابق حزب سبز به ریاست جمهوری در سال ۲۰۱۶ شد.
سیاست اتریش در چارچوب قانون اساسی یک جمهوری پارلمانی فدرال، با یک رئیس‌جمهور (Bundespräsident) به عنوان رئیس دولت و یک صدراعظم (Bundeskanzler) به عنوان رئیس حکومت صورت می‌پذیرد. دولت‌ها، اعم از محلی و فدرال، قدرت اجرایی را اعمال می‌کنند. قانون‌گذاری فدرال، هم به دولت فدرال و هم به دو مجلس قانون‌گذار؛ یعنی شورای ملی (Nationalrat) و شورای فدرال (Bundesrat) واگذار شده‌است. قوهٔ قضاییه اتریش مستقل از قوهٔ مجریه و قوهٔ مقننهٔ حکومت است.
پس از پایان جنگ جهانی دوم و استقرار مجدد اتریش به عنوان یک کشور مستقل، حزب محافظه کار مردم اتریش (ÖVP) و حزب چپ میانه سوسیال‌دموکرات اتریش (SPÖ) برای چندین دهه بر سیاست و زندگی عمومی تسلط داشتند، به غیر از این دو؛ تنها یک حزب دیگر، یعنی حزب FPÖ، نقش قابل توجهی در سطح سیاست ملی ایفا کرده‌است. اخیراً، الگوی تسلط دو حزبی با ظهور احزاب جدیدتر مانند سبزها و NEOS از بین رفته‌است.
دولت ملیِ چند‌قومیتی و چندفرهنگی اتریش، یکی از چندین ایالت باقی‌مانده از امپراتوری چند ملیتی اتریش-مجارستان است، این امپراتوری چندملیتی بزرگ در سال ۱۹۱۸ فروپاشید. پیش از جمهوری اتریش یک سلطنت مشروطه وجود داشت که طبق گفتهٔ نشریهٔ نیویورک تایمز، نهاد قانونگذاری آن برای اولین بار در سال ۱۸۹۷ توسط «رای شبه‌جهانی (مردان)» انتخاب شده بود.
اولین تلاش اتریش برای حکومت جمهوری‌خواهانه پس از سقوط سلطنت در سال ۱۹۱۸ به‌دلیل فشار اقتصادی فلج‌کنندهٔ غرامت‌های جنگی مورد نیاز متفقین پیروز، به‌شدت با مشکل مواجه شد. جمهوری اول اتریش (۱۹۱۸–۱۹۳۸) اصلاحات پیشگامی را در دهه ۱۹۲۰ انجام داد، به ویژه در وین، که به عنوان الگویی برای دولت‌های رفاه اجتماعی اروپایی پس از جنگ جهانی اول عمل کرد. با این حال، جمهوری به تدریج بین سال‌های ۱۹۳۳ و ۱۹۳۴ تحت حکومت صدراعظم انگلبرت دلفوس، که توسط عوامل حزب نازی در سال ۱۹۳۴ ترور شد، به دیکتاتوری اتریش فاشیستی تبدیل شد. جمهوری اول با انشلوس (الحاق) به آلمان نازی در سال ۱۹۳۸ پایان یافت. به دنبال شکست رایش آلمان در سال ۱۹۴۵، اتریش پس از اینکه استقلال خود را به‌طور کامل از نیروهای متفقین اشغالگر به دست آورد، حکومت جمهوری خود را از سر گرفت. نظام سیاسی اتریش پس از استقرار مجدد دموکراسی و تعیین سرنوشت، جمهوری دوم نامیده می‌شود.
آغاز قرن بیست و یکم، برای اتریش، مترادف نیم قرن حکومت پایدار تحت نظام جمهوری فدرال براساس قانون اساسی بود. این کشور بر اساس اصول دموکراسی نیابتی و حاکمیت قانون اداره می‌شود. چارچوب قانون اساسی سیاست اتریش و اصل اجرای عملی قانون اساسی به‌طور کلی مؤثر و مناسب جهت انتقال مسالمت‌آمیز قدرت تلقی می‌شود.

## قانون اساسی
قانون اساسی اتریش، جمهوری را به عنوان یک فدراسیون متشکل از ۹ ایالت فدرال خودمختار (Bundesländer) توصیف می‌کند. هم فدراسیون و هم همهٔ ایالت‌های آن قوانین اساسی مکتوبی دارند که آن‌ها را به عنوان جمهوریت‌هایی تعریف می‌کند که بر اساس اصول دموکراسی نیابتی اداره می‌شوند. گذشته از این واقعیت که ایالت‌های اتریش از یک سو فاقد نظام دادگستری مستقل بوده و از سوی دیگر خودمختاری آن‌ها نیز تا حد زیادی ملی است؛ ساختار دولت اتریش شبیه جمهوری‌های فدرال بزرگتر مانند آلمان است.

## قوهٔ اجرایی
| سمت           | نام                | حزب           | آغاز           |
| ------------- | ------------------ | ------------- | -------------- |
| رئیس‌جمهور     | الکساندر فن در بلن | سبزها         | ۲۶ ژانویه ۲۰۱۷ |
| صدراعظم       | کارل نهمر          | حزب خلق اتریش | ۶ دسامبر ۲۰۲۱  |
| معاون صدراعظم | ورنر کوگلر         | سبزها         | ۷ ژانویه ۲۰۲۰  |

### رئیس کشور
رئیس کشور اتریش رئیس‌جمهور فدرال (Bundespräsident) است که با رأی مردم برای یک دورهٔ شش ساله و محدود به دو دورهٔ متوالی انتخاب می‌شود. رئیس‌جمهور پیشین، هاینتز فیشر در ۲۵ آوریل ۲۰۱۰ برای دومین دوره انتخاب شد. رئیس‌جمهور الکساندر فن‌دربلن در ۴ دسامبر ۲۰۱۶ جایگزین وی شد. دفتر رئیس‌جمهور فدرال عمدتاً تشریفاتی است، اگرچه قانون اساسی به رئیس‌جمهور اختیار برکناری کامل کابینه، انحلال شورای ملی و همچنین برگزاری انتخابات مجدد را می‌دهد.

### رئیس دولت
صدراعظم فدرال (Bundeskanzler) توسط رئیس‌جمهور فدرال منصوب می‌شود. اگرچه او رئیس دولت است، اما قدرت هدایت سایر اعضای دولت را ندارد. پس از رسوایی ایبیزا، در ۳۰ می ۲۰۱۹، رئیس‌جمهور ون در بلن، رئیس دادگاه قانون اساسی، بریژیت بیرلین را به عنوان صدراعظم فدرال یک دولت موقت تکنوکرات؛ تا زمان تشکیل و استقرار یک دولت سیاسی جدید پس از انتخابات پارلمانی آن سال منصوب کرد.

### دولت
کابینهٔ فدرال متشکل از صدراعظم فدرال است که توسط رئیس‌جمهور و تعدادی از وزیران منصوب شده توسط رئیس‌جمهور به توصیهٔ صدراعظم منصوب می‌شوند. کابینهٔ فدرال به شورای ملی پاسخگوست و می‌توان با رای عدم اعتماد شورای فدرال مجبور به استعفاست.
کابینه بریژیت بیرلین متشکل از کارمندان ارشد دولتی (Spitzenbeamten) و هیئت منصفه فعلی و بازنشسته بود. کلمنس جابلونر معاون صدراعظم بود.
بر اساس نتایج انتخابات شورای ملی در ۲۹ سپتامبر ۲۰۱۹، که در آن ÖVP به عنوان قوی‌ترین حزب ظاهر شد، رئیس‌جمهور از سباستین کورتز خواست تا یک دولت ائتلافی جدید تشکیل دهد. ون‌دربلن، رهبر سابق حزب سبز، ابراز تمایل کرد که زنان در کابینه جدید حضور داشته باشند. زنان در دولت موقت برابری داشتند.

## قوه مقننه

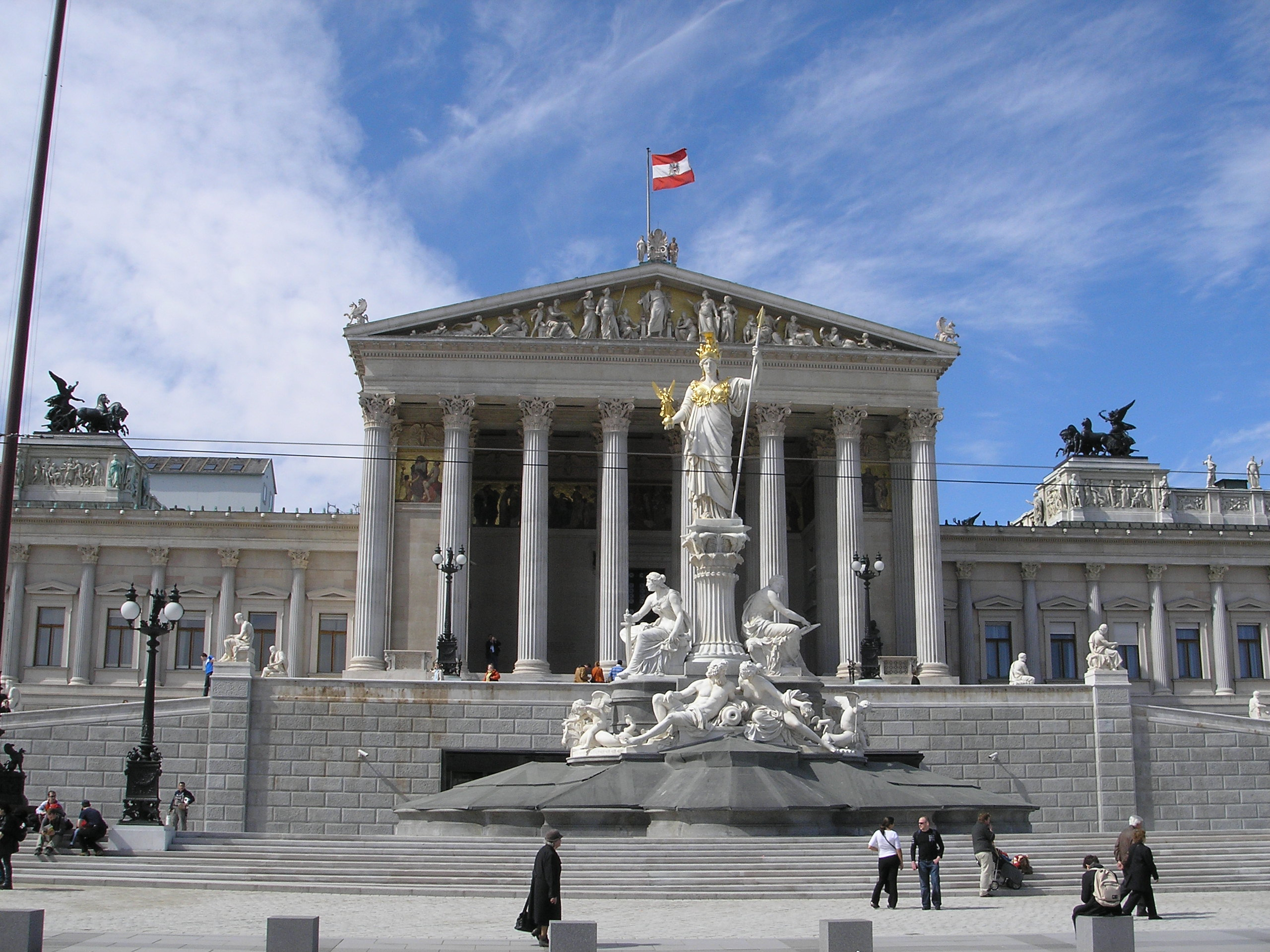
ساختمان پارلمان اتریش در وین

پارلمان اتریش (Parlament) از دو مجلس تشکیل شده‌است. شورای ملی (Nationalrat) دارای ۱۸۳ عضو است که برای یک دوره پنج ساله از طریق نمایندگی تناسبی انتخاب می‌شوند. این مجلس یکی از دو شورای غالب است.
برای نمایندگی در شورای ملی، یک حزب باید حداقل چهار درصد از آرا در سراسر کشور را به دست آورده یا یک کرسی (Direktmandat) در یکی از ۴۳ حوزه انتخابیه منطقه‌ای به دست آورد.
شورای فدرال (Bundesrat) متشکل از ۶۲ عضو است و قدرت کمتری دارد. اعضای آن توسط مجالس ایالتی (Landtage) انتخاب می‌شوند. پس از هر سرشماری، تسهیم کرسی‌ها به ایالت‌های جداگانه محاسبه می‌شود. قدرت شورای فدرال نسبتاً محدود است. در بیشتر موارد فقط دارای حق وتوی تعلیقی است که می‌تواند توسط شورای ملی رد شود. با این حال، در برخی شرایط، مانند قوانینی که محدودیت‌هایی را برای صلاحیت‌های ایالت‌ها اعمال می‌کند، تصویب شورای فدرال الزامی است.
مجلس فدرال (Bundesversammlung) که توسط شورای ملی و شورای فدرال در جلسه مشترک تشکیل می‌شود، عمدتاً یک نهاد تشریفاتی است. مسئولیت اصلی آن ادای سوگند رئیس‌جمهور فدرال است. همچنین اگر به این نتیجه برسد که رئیس‌جمهور قانون اساسی را نقض کرده‌است، می‌تواند برای برکناری رئیس‌جمهور از سمت خود همه‌پرسی برگزار کرده یا رئیس‌جمهور را به دادگاه قانون اساسی بکشاند. در نهایت مسئولیت اعلام جنگ نیز بر عهدهٔ این مجلس است.
پس از پیوستن به اتحادیه اروپا، پارلمان اتریش موظف شد بخشی از اختیارات خود را به نهادهای اتحادیه اروپا واگذار کند.
یک کنوانسیون به نام کنوانسیون اتریش (Österreich Konvent)، در سال ۲۰۰۳ برای ایجاد پیشنهادهایی برای اصلاح قانون اساسی اتریش و نهادهای دولت مرکزی تأسیس شد. در سال ۲۰۰۷ گزارشی ارائه کرد که برخی از پیشنهادات آن توسط پارلمان تصویب شد.

## دموکراسی مستقیم
نظام حقوقی اتریش بین سه ابزار مختلف دموکراسی مستقیم تمایز قائل می‌شود: همه‌پرسی (Volksabstimmungen)، پیشگامی شهروندان (Volksbegehren) و نظرسنجی ملی (Volksbefragungen).
همه‌پرسی در مورد یک لایحه در صورت درخواست اکثریت اعضای شورای ملی یا به‌وسیلهٔ قطعنامه رئیس‌جمهور که به امضا رسیده توسط تمام اعضای دولت رسیده باشد؛ برگزار می‌شود. همچنین، تغییرات پایه‌ای در قانون اساسی همیشه مستلزم برگزاری همه‌پرسی است. با این حال تغییرات در بخش‌هایی از قانون اساسی تنها در صورتی مستلزم رفراندوم است که حداقل یک سوم اعضای شورای ملی یا شورای فدرال آن را درخواست کنند. نتیجهٔ همه‌پرسی الزام‌آور است و در صورت مخالفت اکثریت، لایحهٔ مورد بحث به قانون تبدیل نمی‌شود. تاکنون دو همه‌پرسی در اتریش برگزار شده‌است که آخرین آنها مربوط به ورود این کشور به اتحادیه اروپا بوده است.
پیشگامی شهروندان می‌تواند یک روند قانون‌گذاری را آغاز کند: اگر یک طرح مردمی توسط حداقل ۱۰۰٫۰۰۰ رأی‌دهنده ثبت‌نام شده امضا شود، شورای ملی باید آن را بررسی کند. این موضوع بر همهٔ موضوعات دیگر در دستور کار شورای ملی اولویت دارد. از زمان آغاز معرفی این روال در سال ۱۹۶۳ تا سال ۲۰۱۰، ۳۲ مورد پیشگامی شهروندان در دستور بررسی قرار گرفته‌است.
نظرسنجی ملی یا همه‌پرسی مشورتی، برخلاف رفراندوم، قبل از تصویب قانونی توسط شورای ملی برگزار می‌شود. نتایج آن از نظر قانونی الزام‌آور نیست. تا سال ۲۰۱۵، تنها یک نظرسنجی ملی انجام شده‌است.

## احزاب سیاسی

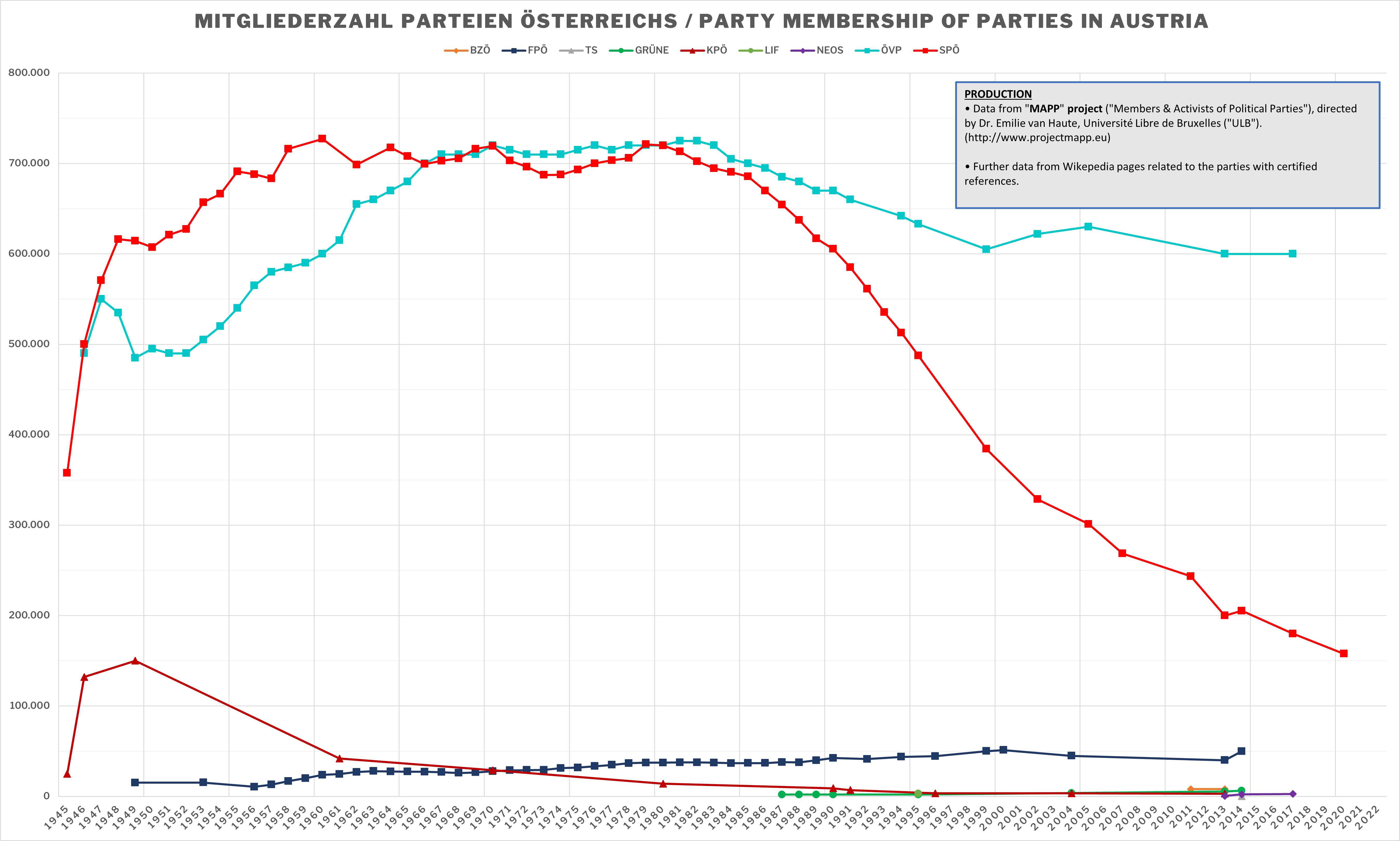
عضویت حزبی احزاب در اتریش (از 1945). احزاب اصلی ÖVP، SPÖ و FPÖ هستند.

### حزب مردم اتریش
حزب مردم (Österreichische Volksparte، یا ÖVP، از زمان تغییر نام تجاری Die Neue Volkspartei) توسط رهبران حزب سوسیال مسیحی سابق در سال ۱۹۴۵ به عنوان یک حزب محافظه کار / راست میانه با روابط سست با کلیسای کاتولیک تأسیس شد. بین سال‌های ۱۹۴۵ و ۱۹۷۰ صدراعظم اتریش از این حزب انتخاب شده و از سال ۱۹۸۷ این حزب به‌طور مداوم در دولت حضور داشته‌است. رهبر حزب مردم ولفگانگ شوسل بین سال‌های ۲۰۰۰ تا ۲۰۰۷ به عنوان صدراعظم خدمت کرده‌است. این حزب از سوی کشاورزان، صاحبان کسب‌وکارهای کوچک و بزرگ، گروه‌های کاتولیک غیرروحانی، و همچنین از سوی رای‌دهندگان بدون وابستگی حزبی، با پایگاه‌های مستحکم در مناطق روستایی اتریش حمایت می‌شود. در انتخابات سراسری در سال ۲۰۰۸، این حزب با کسب ۲۶ درصد آرا در جایگاه دوم قرار گرفت که بدترین نتیجه در تاریخ این حزب بود. از سال ۱۹۹۱ این حزب عضو حزب مردم اروپا است.
پس از فروپاشی دولت ائتلافی به رهبری ÖVP با FPÖ، ÖVP در انتخابات زودهنگام برگزار شده در ۲۹ سپتامبر ۲۰۱۹ عملکرد خوبی داشت و ۹ کرسی دیگر به دست آورد. این درحالی بود که حمایت از FPÖ به شدت کاهش یافت و این حزب ۲۰ کرسی از دست داد. رئیس‌جمهور اتریش بر این اساس از سباستین کورتس، رهبر ÖVP خواست تا مذاکرات ائتلافی را برای تشکیل دولت جدید آغاز کند.
چند روز بعد، کورتس دومین ائتلاف حاکمیتی خود را بین حزب محافظه‌کار خود ÖVP و سبزها تشکیل داد. در جولای ۲۰۲۰، ائتلاف مرکز جدید خود را برای مقابله با «اسلام سیاسی» و ایدئولوژی خطرناک آن راه اندازی کرد.

### حزب سوسیال دموکرات اتریش
حزب سوسیال دموکرات (Sozialdemokratische Partei Österreichs، یا SPÖ) یک حزب سیاسی سوسیال دموکرات / چپ میانه است که در سال ۱۸۸۸و پس از آن که ویکتور آدلر مخالفان در فراکسیون‌های حزب را در یک جبهه متهد کرد؛ با نام «حزب کارگران سوسیال دموکرات» (Sozialdemokratische Arbeiterpartei یا SDAP) تأسیس شد. به‌دنبال اعلام غیرقانونی شدن این حزب در سال ۱۹۳۴، این حزب در سال ۱۹۴۵ با عنوان حزب سوسیالیست اتریش بازگشایی شده و در سال ۱۹۹۱ به «حزب سوسیال دموکرات اتریش» تغییر نام داد. بین سال‌های ۱۹۷۹ و ۱۹۹۹، این کشور به تنهایی یا با یک شریک کوچکتر اداره می‌شد، و همه روسای جمهور اتریش به جز سه نفر از سال ۱۹۴۵ یا عضو SPÖ بوده‌اند یا توسط آن نامزد شده‌اند. این حزب که در ابتدا طرفداران زیادی در میان کارگران یقه آبی داشت، در اواخر دهه ۱۹۵۰ به دنبال گسترش تمرکز خود بر روی کارگران طبقه متوسط و یقه سفید نیز بود. در دهه ۱۹۹۰، به‌دنبال آشکار شدن زیان‌های بزرگ شرکت‌های دولتی، نگرش حزب به خصوصی‌سازیِ صنایع ملی تغییر کرد. پس از بحران مالی ۲۰۰۸، حزب شروع به حمایت از مالیات بر معاملات جهانی کرد. در انتخابات شورای ملی سال ۲۰۰۸ با ۲۹٫۳ درصد آرا به مقام اول رسید. این حزب عضو انترناسیونال سوسیالیست و حزب سوسیالیست‌های اروپایی است.
برخلاف ÖVP, SPÖ در اختراع مجدد خود و پذیرش چشم‌انداز سیاسی جدید کمتر موفق بوده‌است. این حزب در انتخابات شورای ملی سال ۲۰۱۹ متحمل خسارات سنگین شد و در نهایت با ۱۲ کرسی کمتر از مجلس قانونگذاری قبلی روبرو شد. این حزب قصد بازسازی و ایفای نقش اپوزیسیون در دولت ائتلافی تحت رهبری ÖVP به ریاست کورتس را دارد.
در ژانویه ۲۰۲۰، SPÖ تقریباً ۵۰ درصد از آرا در انتخابات منطقه‌ای ایالت بورگن‌لاند به رهبری هانس پیتر دوسکوزیل را به دست آورد. به این ترتیب این حزب اکثریت مطلق کرسی‌ها را در لندتاگ را به دست آورده و به توانست بدون پشتیبانی احزاب کوچک‌تر و بدون ائتلاف؛ به‌تنهایی دولت تشکیل دهد. این موفقیت شگفت‌انگیز این احتمال را افزایش می‌دهد که SPÖ بتواند روند شکست‌های اخیر در سطح ملی را نیز معکوس کند.

### حزب آزادی اتریش
حزب آزادی (Freiheitliche Partei Österreichs یا FPÖ) یک حزب سیاسی پوپولیست راستگرا است که در سال ۱۹۵۵ به عنوان جانشین فدراسیون استقلال تأسیس شد. طبق نظرسنجی‌ها، عمدتاً رای جوانان و کارگران را به خود جلب می‌کند. لفاظی‌های ملی‌گرایانه آن‌ها مسلمانان، مهاجران و اتحادیه اروپا را هدف قرار می‌دهد. پس از اینکه یورگ هایدر در سال ۱۹۸۶ رهبری حزب را به دست گرفت، حزب به‌طور پیوسته مورد حمایت قرار گرفت تا اینکه در انتخابات ۱۹۹۹ حدود ۲۷ درصد آرا را به خود اختصاص داد. پس از کاهش آرای حزب به ۱۰ درصد در انتخابات ۲۰۰۲، آن‌ها به میزان رأی ۱۷٫۵ درصد در سال ۲۰۰۸ دست یافتند.
این حزب به لطف عملکرد قوی خود در انتخابات ملی سال ۲۰۱۷، شریک ائتلافی کوچکی در دولتی به رهبری ÖVP به ریاست سباستین کورتس به عنوان صدراعظم شد. لکن دولت در نتیجهٔ یک رسوایی سیاسی، با رأی عدم اعتماد برکنار شد. از رهبر FPÖ، به‌عنوان یکی از افراد درگیر در این رسوایی که رسوایی ایبیزا مشهور شد؛ نام برده می‌شود. FPÖ در انتخابات فدرال و ایالتی بعدی متحمل ضررهای تنبیهی شد. این حزب، رهبر دیرینه خود H-C Strache را که حزب را برای شرکت در انتخابات محلی وین در سال ۲۰۲۰ تأسیس کرده بود، اخراج کرد؛ اما نتوانست به آستانه ۵ درصد برای حضور در پارلمان شهری برسد.

### حزب سبزها - آلترناتیو سبز
سبزها (Die Grünen)، حزبی که به عنوان بخشی از جنبش سبز در سراسر جهان بر مسائل زیست‌محیطی و عدالت اجتماعی تمرکز دارد، در سال ۲۰۰۸ توانست ۱۰٫۴ درصد آرا را به دست آورد. آن‌ها به ویژه در مناطق شهری قوی هستند. برای مثال در وین، جایی که در انتخابات اتحادیهٔ اروپا در سال ۲۰۰۴ توانستند ۲۲٪ آرا را به دست آوردند. در Neubau این حزب ۴۱ درصد آرا را به دست آورد که بیشتر از مجموع SPÖ و ÖVP است. حزب سبزها، عمدتاً روشنفکران و رأی‌دهندگان چپ لیبرال را از ۱۸ تا ۳۰ سال جذب می‌کند. برخی اصرار دارند که سبزها را چپ‌گرا معرفی کنند، زیرا آن‌ها را ضدسرمایه‌داری می‌دانند و مطمئناً از لفاظی‌های ضدکاپیتالیستی و سیاست‌های متضاد با تجارت استفاده می‌کنند. با این حال، این برچسب‌گذاری تفاوت‌های میان سبزها - که اعتقاد زیادی به بازارهای محلی و دموکراسی مستقیم دارند - و سوسیالیست‌های چپ و کمونیست‌هایی که تمایل به تمرکز و اقتصاد برنامه‌ریزی شده و مسائل طبقاتی اقتصادی دارند، را درنظر نمی‌گیرند.
حزب سبزها در سال ۲۰۱۷ دچار اختلاف و شکاف داخلی شد و نتوانست از آستانه ۴٪ در انتخابات سراسری که آن سال عبور کند؛ بنابراین، تمام کرسی‌های خود را در شورای ملی از دست داد. با این حال این حزب در انتخابات زودهنگام سپتامبر ۲۰۱۹، با سهم ۱۳٫۹ درصدی و ۲۵ کرسی، بازگشتی تماشایی داشت. نمایش قوی آن‌ها، همراه با ضررهای شدید FPÖ متضرر از رسوایی، آن‌ها را به یک شریک احتمالی ائتلافی برای حزب مردم تبدیل کرد که بیشترین تعداد آرا و کرسی‌ها را نسبت به همه احزاب به دست آورده و سباستین کورتس نامزد آن برای تصدی صدر اعظمی اتریش بود. برای دومین بار پس از دو ماه مذاکرات فشرده، کورتس و رهبر حزب سبز، ورنر کوگلر، توافقنامهٔ ائتلافی را در روز سال نوی ۲۰۲۰ اعلام کردند. کابینهٔ جدید یک هفته بعد در پیشگاه رئیس‌جمهور فن‌دربلن سوگند یاد کرد.

### NEOS - انجمن نوگرای لیبرال اتریش
حزب انجمن لیبرال (Liberales Forum یا LIF)، در فوریه ۱۹۹۳ با جدایی از FPÖ و بر اساس آرمان‌های آزادی‌خواهانه تأسیس شد. این حزب در انتخابات ۱۹۹۹، ۳٫۶۵٪ آرا را به دست آورد و نتوانست از آستانه ۴ درصدی لازم برای نمایندگی در مجلس سفلی (Nationalrat) عبور کند. پس از کاهش رای به کمتر از ۱٪ در انتخابات ۲۰۰۲، آن‌ها تقریباً به‌طور کامل از دید عموم ناپدید شده و در سال ۲۰۰۸ تنها توانستند ۲٫۱٪ از آرا را دریافت کنند. در سال ۲۰۱۳، LIF یک اتحاد حزبی با NEOS لیبرال مرکزی کلاسیک برای شرکت در انتخابات مجلس قانونگذاری ایجاد کرده و وارد شورای ملی شد. در سال ۲۰۱۴ این دو حزب ادغام شدند.
NEOS با کسب ۸٫۱٪ آرا و ۱۵ کرسی، بهترین نتیجهٔ خود را در انتخابات شورای ملی سال ۲۰۱۹ به دست آورد که پنج کرسی نسبت به انتخابات قبلی در سال ۲۰۱۷ بیشتر بود. اما این تعداد برای واجد شرایط بودن آنها به عنوان یک حزب ائتلاف کوچک به رهبری ÖVP کافی نبود.

## انتخابات
خلاصه نتایج انتخابات پارلمانی اتریش در سال ۲۰۱۹
| </img>                                                                  |                                   |           |      |      |      |
| حزب                                                                     | حزب                               | رای       | ٪    | کرسی | +/-  |
|                                                                         | حزب مردم اتریش                    | ۱٬۷۸۹٬۴۱۷ | ۳۷٫۵ | ۷۱   | +۹   |
|                                                                         | حزب سوسیال دموکرات اتریش          | ۱٬۰۱۱٬۸۶۸ | ۲۱٫۲ | ۴۰   | -۱۲  |
|                                                                         | حزب آزادی اتریش                   | ۷۷۲۶۶۶    | ۱۶٫۲ | ۳۱   | -۲۰  |
|                                                                         | سبزها - جایگزین سبز               | ۶۶۴٬۰۵۵   | ۱۳٫۹ | ۲۶   | +۲۶  |
|                                                                         | NEOS - انجمن نوگرای لیبرال اتریش  | ۳۸۷٬۱۲۴   | ۸٫۱  | ۱۵   | +۵   |
|                                                                         |                                   |           |      |      |      |
|                                                                         | JETZT                             | ۸۹٬۱۶۹    | ۱٫۹  | ۰    | -۸   |
|                                                                         | حزب کمونیست اتریش پلاس            | ۳۲۷۳۶     | ۰٫۷  | ۰    | ۰    |
|                                                                         | Der Wandel                        | ۲۲٬۱۶۸    | ۰٫۵  | ۰    | جدید |
|                                                                         | مهمانی آبجو                       | ۴۹۴۶      | ۰٫۱  | ۰    | جدید |
|                                                                         | هر رای مهم است!                   | ۱٬۷۶۷     | ۰٫۰  | ۰    | ۰    |
|                                                                         | BZÖ Carinthia - اتحاد میهن پرستان | ۷۶۰       | ۰٫۰  | ۰    | جدید |
|                                                                         | حزب چپ سوسیالیست                  | ۳۱۰       | ۰٫۰  | ۰    | ۰    |
|                                                                         | حزب مسیحی اتریش                   | ۲۶۰       | ۰٫۰  | ۰    | ۰    |
| آرای نامعتبر/صاف                                                        | آرای نامعتبر/صاف                  | ۵۸٬۲۲۳    | –    | –    | –    |
| جمع                                                                     | جمع                               | ۴٬۸۳۵٬۴۶۹ | ۱۰۰  | ۱۸۳  | ۰    |
| رای‌دهندگان ثبت نام شده / مشارکت                                         | رای‌دهندگان ثبت نام شده / مشارکت   | ۶٬۳۹۶٬۸۰۲ | ۷۵٫۶ | –    | –    |
| منبع: وزارت کشور اتریش بایگانی‌شده در ۲۲ اکتبر ۲۰۱۹ توسط Wayback Machine |                                   |           |      |      |      |

ببینید: انتخابات قانونگذاری اتریش ۲۰۱۷ و انتخابات قانونگذاری اتریش ۲۰۱۹

## شرایط سیاسی
از زمان جنگ جهانی دوم، اتریش از ثبات سیاسی برخوردار بوده‌است. دولتمرد بزرگ سوسیالیست، دکتر کارل رنر، پس از جنگ اداره اتریش و انتخابات عمومی در نوامبر ۱۹۴۵ را سازماندهی کرد. در آن انتخابات، حزب محافظه کار خلق (ÖVP) ۵۰٪ آرا (۸۵ کرسی) در شورای ملی، سوسیالیست‌ها ۴۵٪ (۷۶ کرسی) و کمونیست‌ها ۵ درصد (۴ کرسی) را به دست آوردند. دولت سه‌حزبی متعاقب آن تا سال ۱۹۴۷ حکومت کرد، تا زمانی که کمونیست‌ها دولت را ترک کرده و دولت ائتلافی ÖVP با سوسیالیست‌ها تا سال ۱۹۶۶ حکومت کرد. در آن سال، ÖVP اکثریت مطلق را به دست آورد و چهار سال بعد از آن را به تنهایی حکومت کرد. در سال ۱۹۷۰، زمانی که SPÖ برای اولین بار با کسب اکثریت مطلق تحت رهبری کاریزماتیک خود برونو کرایسکی در سال ۱۹۷۱، به قوی‌ترین حزب تبدیل شد. بین سال‌های ۱۹۷۱ تا ۱۹۹۹، SPÖ به تنهایی یا همراه با ÖVP کشور را اداره می‌کرد. این روال به استثنای سال‌های ۱۹۸۳ تا ۱۹۸۶ که در آن ائتلافی با شرکت حزب FPÖ حکومت می‌کرد، ادامه داشت. این ائتلاف با آغاز رهبری سیاستمدار راست‌گرا یورگ هایدر بر حزب FPÖ از هم پاشید.
پس از انتخابات ۱۹۹۹، علیرغم اینکه ÖVP تنها در جایگاه سوم قرار گرفت، از اوایل سال ۲۰۰۰ با حزب راست پوپولیستی آزادی (FPÖ) ائتلافی تشکیل داد. SPÖ، قوی‌ترین حزب در انتخابات ۱۹۹۹، به‌همراه سبزها اکنون اپوزیسیون را تشکیل می‌دهند. در پی تشکیل دولت ائتلافی با مشارکت FPÖ، اتحادیهٔ اروپا تحریم‌های نمادینی را علیه اتریش اعمال کرد که شش ماه بعد لغو شد. ایالات متحدهٔ آمریکا و اسرائیل و همچنین کشورهای مختلف دیگر تماس‌های خود را با دولت اتریش کاهش دادند. ÖVP در انتخابات ۲۰۰۲ مجدداً با با تعداد آرای بیشتر انتخاب شده و دولت ائتلافی دیگری با FPÖ تشکیل داد، که این بار توسط سایر کشورها عمدتاً نادیده گرفته شد.
به‌دنبال اختلافات عمدهٔ داخلی در FPÖ بین هایدر و معاون صدراعظم سوزان ریس-پاسر (مشهور به کودتای کنیتلفلد)، ÖVP در سال ۲۰۰۲ ائتلاف را شکست و خواستار انتخابات مجدد شد. ریس-پاسر FPÖ را ترک کرد و وزیر سابق خدمات اجتماعی، هربرت هاپت، به عنوان رهبر جدید منصوب شد. در یک حرکت بازاریابی درخشان، صدراعظم ولفگانگ اشلوسل وزیر دارایی بسیار محبوب آن زمان کارل هاینتز گراسر را متقاعد کرد که از FPÖ به ÖVP بپیوندد.
علاوه‌بر این که FPÖ به‌طور علنی به دلیل شکستن ائتلاف سرزنش شده و گراسر را به ÖVP باخت، شیوهٔ حکومت و خلف وعدهٔ آن‌ها، بسیاری از رای‌دهندگان سابق این حزب را ناامید کرد. در انتخابات ۲۴ نوامبر ۲۰۰۲، آن‌ها بیشترین نزول آرا در تاریخ اتریش را متحمل شده و میزان رأی‌شان از ۲۷٪ به تنها ۱۰٪ کاهش یافت. بیشتر این آرای از دست رفته به ÖVP تعلق گرفت. میزان آرای ÖVP از ۲۶٪ به ۴۲٪ درصد رسید که بالاترین میزان در دهه‌های اخیر است. هم سبزها و هم سوسیال-دموکرات‌ها رأی بیشتری به دست آوردند؛ اما این میزان برای تشکیل ائتلاف با تنها ۸۵ کرسی از ۱۸۳ کرسی کافی نبود.
صدراعظم اشلوسل علی‌رغم افکار عمومی که در آن زمان پشتیبان دولت ائتلافی ÖVP-SPÖ بود؛ ائتلاف بین ÖVP و FPÖ را تجدید کرد.
علیرغم انتقادات شدید احزاب اپوزیسیون بر قراردادهای خصوصی‌سازی ناموفق یا بسیار نامطلوب، بالاترین نرخ مالیات و بیکاری از سال ۱۹۴۵، خرید مشکوک هواپیمای جنگنده و اتهامات مکرر مبنی بر فرار مالیاتی وزیر دارایی گراسر، به نظر می‌رسد که این دولت باثبات‌ترین در دهه‌های اخیر بوده‌است؛ زیرا هر دو حزب از از دست دادن آرا می‌ترسند. تغییرات اخیر قوانین مربوط به پلیس، شرکت تلویزیون و رادیوی ملی، راه‌آهن فدرال و سیستم تأمین اجتماعی منجر به افزایش نفوذ ÖVP و FPÖ در این نهادها شد.
حزب سوسیال دموکرات اتریش در انتخابات سال ۲۰۰۶ به عنوان قوی‌ترین حزب ظاهر شد. در پی تشکیل دولت ائتلافی با حزب ÖVP، رهبر حزب SPÖ آلفرد گوزنباور صدراعظم جدید شد.
در انتخابات زودهنگام سال ۲۰۰۸، هر دو حزب ائتلاف دولت آراء خود را از دست دادند، با این حال، ائتلاف بین SPÖ و ÖVP تجدید شد و ورنر فایمان، رهبر جدید SPÖ، پس از آلفرد گوزنباور به عنوان صدراعظم انتخاب شد.
حزب سوسیال دموکرات تحت رهبری آلفرد گوزنباور به عنوان برندهٔ انتخابات عمومی اتریش در اکتبر ۲۰۰۶ اعلام شد. پس از اینکه مذاکرات با ÖVP با موفقیت به پایان رسید، آلفرد گوزنباور و دولت ائتلافی SPÖ-ÖVP او در ۱۱ ژانویه ۲۰۰۷ بر رئیس‌جمهور هاینز فیشر سوگند یاد کردند.
این ائتلاف دوباره در ژوئن ۲۰۰۸ از هم پاشید. انتخابات در سپتامبر ۲۰۰۸ هر دو حزب اصلی، سوسیال-دموکرات‌ها و حزب مردم را تضعیف کرد. با این حال؛ آن‌ها همچنان بیش از ۵۰٪ آرا را در اختیار داشته و سوسیال دموکرات‌ها نیز اکثریت را در اختیار دارند. حزب آزادی و حزب جدید یورگ هایدر، اتحاد برای آینده اتریش، هر دو از حزب راست‌گرا، تقویت شدند. با توجه به رشد جناح راست در انتخابات گذشته، بسیاری حدس می‌زدند که هر ائتلاف دولتی حداقل شامل یکی از دو حزب راست افراطی باشد. زمانی که سوسیال-دموکرات‌ها و حزب مردم اعلام کردند که هیچ‌یک از آنها با حزب آزادی یا اتحاد برای آینده اتریش همکاری نخواهند کرد، این ایده کنار گذاشته شد. مذاکرات طولانی منجر به تجدید «ائتلاف بزرگ» متشکل از سوسیال-دموکرات‌ها و حزب مردم شد.
حزب خلق اتریش و سبزها در ۱ ژانویه ۲۰۲۰ یک دولت ائتلافی تشکیل دادند. به این ترتیب برای اولین بار سبزها به قدرت رسیدند. یک هفته بعد، اولین کابینهٔ اتریش با اکثریت زنان سوگند یاد کرد و صدراعظم سباستین کورتسِ ۳۳ ساله؛ عنوان جوان‌ترین رئیس دولت جهان را برای بار دوم از آن خود کرد.
بتسی هارتمن از تحلیلگران سیاسی، این شبهه را مطرح کرد که این ائتلاف جناح راست با محیط زیست ممکن است به «سناریوی کابوس» اکوفاشیسم منجر شود.

## گروه‌های فشار سیاسی و لابی‌ها
اتاق‌های کار، بازرگانی و کشاورزی با عضویت اجباری مورد تأیید دولت، و همچنین اتحادیه‌های کارگری و گروه‌های لابی‌گر، گاهی اوقات تأثیر قابل‌توجهی بر دولت فدرال دارند. تصمیمات به اصطلاح مشارکت اجتماعی اتریش (Sozialpartnerschaft)، متشکل از فدراسیون اتحادیه‌های کارگری اتریش و اتاق‌های بازرگانی، کارگران و کشاورزان، بر تعدادی از قوانین و سیاست‌های اتریش مانند قانون کار و سیاست بازار کار آن، تأثیر می‌گذارند.

### مروری بر گروه‌ها
اتحادیه ملی دانشجویان اتریش (ÖH)، فدراسیون اتحادیه‌های کارگری اتریش (ÖGB)، اتحادیهٔ کار (AK)، کنفرانس رؤسای اتاق‌های کشاورزان، اتاق اقتصادی اتریش (WKO)، فدراسیون صنایع اتریش (VOeI) و کلیسای کاتولیک منجمله سازمان اصلی آن، حنبش کاتولیک.

## روابط خارجی
در سال ۱۹۵۵ اتریش اعلامیه بی‌طرفی را تصویب کرد که این کشور را برای همیشه بی‌طرف اعلام می‌کرد. اتریش از آن پس سیاست خارجی خود را بر اساس اصل بی‌طرفی استوار کرد. در دهه ۱۹۹۰ به دنبال عضویت اتریش در اتحادیه اروپا در سال ۱۹۹۵ و شرکت این کشور در ماموریت‌های صلح‌بانی سازمان ملل متحد، تفسر این بی‌طرفی تغییر کرد. اتریش از ابتدای سال ۲۰۰۹ عضو غیر دائم شورای امنیت سازمان ملل متحد است.

### مشارکت در سازمان‌های بین‌المللی
- AfDB
- AsDB
- Australia Group
- BIS
- BSEC (observer)
- CCC
- CE
- CEI
- CERN
- EAPC
- EBRD
- ECE
- EIB
- EMU
- ESA
- EU
- FAO
- G-9
- IADB
- IAEA
- IBRD
- ICAO
- ICC
- ICC
- ICFTU
- ICRM
- IDA
- IEA
- IFAD
- IFC
- IFRCS
- ILO
- IMF
- IIASA
- International Maritime Organization
- Intelsat
- Interpol
- IOC
- IOM
- ISO
- ITU
- MINURSO
- NAM (guest)
- NEA
- NSG
- OAS (observer)
- OECD
- OPCW
- OSCE
- PCA
- PFP
- UN
- UNCTAD
- UNDOF
- UNESCO
- UNFICYP
- UNHCR
- UNIDO
- UNIKOM
- UNITAR
- UNMIBH
- UNMIK
- UNMOT
- UNOMIG
- UNTAET
- UNTSO
- UPU
- WCL
- WEU (observer)
- WFTU
- WHO
- WIPO
- WMO
- WToO
- WTrO
- Zangger Committee

## یادداشت
1. ↑  A Spitzenbeamter is the top civil servant in a department, c.f. Permanent Secretaries in British politics